# 金石滩街道
金石滩街道，是中华人民共和国辽宁省大連市金州区下辖的一个乡镇级行政单位。

## 行政区划
金石滩街道下辖以下地区：
金石社区、金山社区、金满社区、常江湾社区、龙探海社区、庙上村、陈家村、满家滩村、什字街村、龙山村、葡萄沟村和河嘴村。